# Cynwyl Gaeo
Cynwyl Gaeo est une communauté du Carmarthenshire, au pays de Galles.
Elle comprend les villages de Caio, Crug-y-bar, Cwrtycadno, Ffarmers (en) et Pumsaint (en). Au recensement de 2011, elle comptait 940 habitants.